# Uropyxis diphysae
Uropyxis diphysae är en svampart som först beskrevs av Joseph Charles Arthur, och fick sitt nu gällande namn av George Baker Cummins 1943. Uropyxis diphysae ingår i släktet Uropyxis, och familjen Uropyxidaceae. Inga underarter finns listade i Catalogue of Life.